# 小泉成一
小泉 成一（こいずみ せいいち、明治2年8月16日〈1869年9月21日〉 - 1920年〈大正9年〉10月27日）は戦前日本の洋画家。備後福山藩出身。本多錦吉郎・小山正太郎門下。神奈川県尋常師範学校、宮城県立仙台第二中学校、私立東北学院等で絵画を教えた。

## 生涯

### 修業
明治2年（1869年）8月16日備後福山藩士小泉卯一郎の長男として備後国深津郡福山に生まれた。本籍は西町。明治4年（1871年）旧知藩事阿部正桓が上京を命じられると、9月一家で神戸港から海路上京し、東京府駒込西片町9番地（現在の文京区西片一丁目）丸山屋敷内に移り住んだ。
1882年（明治15年）10月2日彰技堂に入学して本多錦吉郎に洋画・英学を学び、1883年（明治16年）4月5日から1885年（明治18年）12月まで東京英語学校、1886年（明治19年）3月1日から12月まで東京仏語学校にも通った。1886年（明治19年）11月1日彰技堂図画科を卒業し、12月1日不同舎に入学して小山正太郎に学んだ。
1888年（明治21年）5月15日から高等師範学校雇西毅三郎に写真術を学び、7月3日から1889年（明治22年）7月まで京都・奈良の古代建築・名所を写生した。

### 教育
1889年（明治22年）8月明治美術会に入会した。同年10月10日東京高等商業学校予備門画学教授、1890年（明治23年）11月14日神奈川県尋常師範学校雇となり、1891年（明治24年）8月30日予備門を辞職して神奈川師範学校本務教員となった。同年2月7日から1892年（明治25年）9月まで巨勢小石・渡辺省亭に日本画を学んだ。
1898年（明治31年）6月10日山形県尋常中学校助教諭となるも、1899年（明治32年）7月辞職し、9月9日宮城県立仙台第二中学校に転じた。
1901年（明治34年）4月3日布施淡の後任として私立東北学院普通科図画科教授を兼務した。1906年（明治39年）1月18日私立尚絅女学校に出講した。
1914年（大正3年）3月31日仙台二中を退職し、4月1日私立曹洞宗第二中学林に転じた。1920年（大正9年）東華高等女学校講師となったが、1921年（大正10年）4月1日廃校により退職した。

### 死去
1921年（大正10年）10月25日東北学院長夫人を訪れ、午後帰宅中脳溢血を発症し、27日朝死去した。東北学院により院葬が行われ、浅草区乗満寺に葬られた。
関東大震災後、乗満寺は世田谷区に移転となり、1925年（大正14年）5月19日谷中霊園の旧主君阿部家墓近くに改葬された。
1960年（昭和35年）妻が仙台市営北山霊園に葬られると、1988年（昭和63年）10月同地に分葬され、仙台栽松院により清教院実相成範居士の戒名を贈られた。

## 作品

「小春ノ日和」

「平軍南都ニ乱入ス」図版

- 「小春ノ日和」
油彩・キャンバス、縦57.0cm x 横79.5cm[15]。1889年（明治22年）10月明治美術会第1回展に出品。森鷗外の評を得た[16]。1950年代中頃関西で東京画廊山本孝に発見され、大光相互銀行を経て、1981年（昭和56年）新潟県美術博物館に収蔵された[17]。不同舎門人鹿子木孟郎の誤解により長らく小山正太郎筆とされてきたが[18]、1992年（平成4年）7月創形美術学校修復研究所で修復中、赤外線検査で「古以津三成一」の署名が発見された[19]。

- 「平軍南都ニ乱入ス」
1889年（明治22年）10月明治美術会第1回展に出品[16]。図版のみ伝わる[1]。

- 「少女像」
油彩・キャンバス、縦34.7cm x 横19.9cm[20]。1896年（明治29年）妻ヲクノを結婚記念に描いたものか[21]。2002年（平成14年）子孫から宮城県美術館に寄贈された[20]。

1901年（明治34年）東北学院TG章、1910年（明治43年）校旗を考案した。現在東北学院中学校・高等学校、榴ケ岡高等学校で使用されている。

## 小泉家

### 先祖
宝暦頃から代々阿部家に仕えた。
1. 小泉嘉右衛門由道（安永元年（1772年）没）[24]
2. 小泉周八[13]
3. 小泉増蔵庸徳[13]
4. 小泉増蔵庸之

### 家族
- 父：小泉卯一郎庸之（増蔵[2]、1894年（明治27年）10月11日没[5]）
備後福山藩士。身分は中士下。近習[24]、会計用度掛[3]。静岡県の開拓事業に出資して負債を抱え、鎌倉で死去した[25]。

- 母：フジ[2]

- 弟：小泉徳治（1874年（明治7年） - 1927年（昭和2年））[5]
1894年（明治27年）3月25日家督相続[4]。高村光雲に彫刻を学び[5]、1895年（明治28年）東京美術学校彫刻科を卒業後、鎌倉で鎌倉彫を研究した[5]。在学中「西行法師像」を制作[26]。

- 妻：ヲクノ（1960年（昭和35年）3月没）[22]
神奈川県高座郡藤沢大坂町小川孝栄五女[6]。1896年（明治29年）3月13日結婚[6]。

- 長男：小泉於菟弥（おとや[7]、1897年（明治30年）3月9日[6] - 1958年（昭和33年）12月[22]）
陸軍工兵。盛岡工兵第8大隊[11]、薩哈嗹工兵中隊勤務[27]。

- 次男：小泉三十二（1900年（明治33年）10月30日生）[6]
- 三男：小泉守三（1903年（明治36年）10月23日生）[10]
- 長女：貞（1908年（明治41年）8月2日生）[10]
- 四男：小泉維四郎（1910年（明治43年）4月22日生）[10]
- 次女：明子（1914年（大正3年）5月12日生）[10]

- 孫：小泉惠一
於菟弥の子[22]。河北新報記者を経て[3]、河北仙販代表取締役社長[13]。